# ShoreWall
ShoreWall (Shoreline Firewall) – narzędzie typu otwarte oprogramowanie działające w oparciu o wbudowany w jądro systemu Linux od wersji 2.4 Netfilter (narzędzia iptables/ipchains), upraszczające stosowanie tych narzędzi, w szczególności w bardziej zaawansowanych i kompleksowych zastosowaniach, gdzie ważna jest prostota konfiguracji oraz jej przejrzystość.
Zasadniczą zaletą Shorewalla jest prostota, z jaką daje się on konfigurować w porównaniu z iptables i ipchains. Prostota ta wynika z faktu, że konfiguracja programu odbywa się na nieco wyższym poziomie abstrakcji, dzięki czemu można lepiej zrozumieć i zinterpretować zasadę działania oraz sposób konfiguracji. Skrypt ten oparty jest na plikach konfiguracyjnych, których edycja umożliwia dokonywanie zmian w ustawieniach filtrowania pakietów. Shorewall nie jest demonem samym w sobie, jest on uruchamiany jako skrypt powłoki, ale nie działa ciągle w tle, powoduje jedynie przełożenie własnej konfiguracji z plików na reguły iptables i ipchains, po czym aktywuje prace tych narzędzi i kończy swoje działanie.
Kolejną ważną cechą Shorewalla jest definiowanie reguł i polityki ruchu sieciowego w oparciu o strefy (DMZ, NET, FW i strefy lokalne), co daje możliwość wykorzystywania go w zastosowaniach zarówno do małych sieci domowych czy osiedlowych jak również do budowania polityki ruchu w złożonych sieciach firmowych i komercyjnych. Dzieje się tak dzięki wykorzystaniu stref ułatwiony staje się podział jednej sieci lokalnej na wiele sieci wirtualnych pracujących na wspólnej strukturze fizycznej, ale posiadających różne polityki i reguły bezpieczeństwa wiążące się ściśle z zastosowaniem danej sieci wirtualnej. W tym przypadku konfiguracja Shorewalla sprowadza się do przydzielania jednej sieci wirtualnej jednej strefy zapory i zróżnicowaniu reguł akceptowania, bądź odrzucania pakietów w każdej ze stref zgodnie z fizycznymi potrzebami.
Dzięki możliwościom oferowanym przez to narzędzie można bez trudu skonfigurować tak osobistą, jak i korporacyjną zaporę ogniową w systemie operacyjnym Linux.